# کیفوکو الکتریک ریل‌وی
کیفوکو الکتریک ریل‌وی (انگلیسی: Keifuku Electric Railroad) شرکت ترابری ریلی ژاپنی است، که در سال ۱۹۴۲ تأسیس شد.